# Campionato sudamericano femminile di pallacanestro 2013
Il 33º Campionato dell'America Meridionale Femminile di Pallacanestro (noto anche come FIBA South American Championship for Women 2013) si è svolto dal 31 luglio al 4 agosto 2013 a Mendoza, in Argentina. Il torneo è stato vinto dalla nazionale brasiliana.

## Squadre partecipanti
- Argentina
- Brasile
- Cile
- Colombia
- Paraguay
- Perù
- Uruguay
- Venezuela

## Classifica finale
| Pos | Squadra   | |
| --- | --------- | --- |
|     | Brasile   | Brasile4 Joice Coelho, 5 Débora, 6 Cacá, 7 Patty, 8 Tainá, 9 Jaqueline, 10 Tati, 11 Clarissa, 12 Damiris, 13 Fabi, 14 Franciele, 15 Bibiano, All. Luiz Zanon                |
|     | Argentina | Argentina4 Rosset, 5 González, 6 Reggiardo, 7 Cabrera, 8 Liñeira, 9 Flores, 10 Burani, 11 Gretter, 12 Santana, 13 Pérez, 14 Sánchez, 15 Vega, All. Cristian Santander       |
|     | Cile      | Cile4 Naranjo, 5 Fuentes, 6 Novión, 7 Morrison, 8 de la Quintana, 9 Koljanin, 10 Aragonese, 11 Morales, 12 Abuyeres, 13 Gómez, 14 Cousiño, 15 Basáez, All. Ricardo González |
| 4   | Venezuela | Venezuela4 Requena, 5 R. Silva, 6 Corrales, 7 Guerra, 8 Márquez, 9 Wallen, 10 Ortega, 11 Durán, 12 Blanco, 13 Gárate, 14 Pérez, All. Óscar Silva                            |
| 5   | Paraguay  | Paraguay4 Peña, 5 Ferrari, 6 Insfrán, 7 C. Aponte, 8 Mercado, 9 V. Aponte, 10 Ghiringhelli, 11 Caraves, 12 Peralta, 13 Escauriza, 14 Hüttemann, 15 Vega, All. Luis Oroño    |
| 6   | Colombia  | Colombia4 Alonso, 5 García, 6 Avendaño, 7 Olarte, 8 Sánchez, 9 Palacio, 10 Martínez, 11 Asprilla, 12 Muñoz, 13 Venté, 14 Prens, 15 Mosquera, All. Luis Cuenca               |
| 7   | Uruguay   | Uruguay4 Tovagliari, 5 Martinelli, 6 Guadalupe, 7 López, 8 Sosa, 9 Pereyra, 10 Dall'Orto, 11 Bello, 12 Sergio, 13 Dibarboure, 14 Dagnino, 15 Somma, All. Juan Serdio        |
| 8   | Perù      | Perù4 De Lorenzi, 5 Porras, 6 Debenedetti, 7 Scamarone, 8 García, 9 Esparta, 10 Quiroz, 11 Duarte, 12 Plasencia, 13 Vega, 14 González, All. Daniel Álvarez                  |